# Aramazd
Aramazd var huvudguden i den armeniska förkristna gudatron. 
När armenierna kom i kontakt med perserna identifierade de zoroastrianismens Ahura Mazda some deras största gud och kallade den Aramazd.
Aramazd sågs som fadern över alla gudar och gudinnor, skaparen av himmel och jord. De två första bokstäverna i hans namn - AR - är den indoeuropeiska roten för sol, ljus och liv.